# نانسي مورغان
نانسي مورغان (بالإنجليزية: Nancy Morgan)‏ هي ممثلة أمريكية، ولدت في 1 أبريل 1949 بمنيابولس في الولايات المتحدة.

## وصلات خارجية
- نانسي مورغان على موقع IMDb (الإنجليزية)
- نانسي مورغان على موقع قاعدة بيانات الفيلم (الإنجليزية)